# Abraham Trebitsch
Abraham Trebitsch (1760 ?, Třebíč – 1840 ?, Mikulov) byl sekretářem moravského zemského rabína a autorem kroniky Děje časů.

## Život a dílo
Podrobnosti Trebitschova života nejsou přesně známy. Narodil se v Třebíči okolo roku 1760, vystudoval v Praze ješivu a posléze se stal sekretářem moravského zemského rabína v Mikulově. V této funkci měl přehled o dění na Moravě a své poznatky se rozhodl zaznamenat do díla Děje časů (קורות העתים, Korot ha-itim, vydáno 1801 v Brně a 1851 ve Lvově), a to v hebrejštině s příměsí mnoha aramejských a německých výrazů. Trebitsch navázal na práci Menachema Mana a vycházel nejen z jemu dostupných listin, ale také z děl dalších autorů. Použil však přitom tradiční kronikářský přístup a opomíjel zásady tehdejší historiografie (Trebitsch například necitoval přejímané zdroje), což snižuje hodnotu jeho díla. Stále se však jedná o významnou reflexi dějin habsburské monarchie, Moravy a moravského židovstva v letech 1741–1801.